# استان سن خوآن–لاونتویل
استان سن خوآن-لاونتویل (به لاتین: San Juan-Laventille Regional Corporation) یک استان در ترینیداد و توباگو است. استان سن خوآن-لاونتویل ۸۹۸٫۹۴ کیلومتر مربع مساحت دارد و جمعیت آن ۱۵۷٬۲۹۵ نفر است.